# Linda Trueb
Linda Alice Trueb (* 13. Januar 1942 in Pomona, Kalifornien) ist eine US-amerikanische Herpetologin. Ihr Forschungsschwerpunkt ist die Entwicklung der Skelettvielfalt und Morphologie bei modernen und fossilen Amphibien.

## Leben
1962 erlangte Trueb den Bachelor of Arts in Zoologie an der University of California, Berkeley. 1965 heiratete sie den Herpetologen William E. Duellman (1930–2022), mit dem sie eine Tochter hat. 1968 promovierte sie mit einer Dissertation über die Schädelosteologie bei Froschlurchen an der University of Kansas zum Ph.D. Im selben Jahr lehrte sie an der privaten Baker University in Baldwin City, Kansas. Nach ihrem Doktorabschluss unterstützte sie sich mehrere Jahre durch Forschungsstipendien und arbeitete als Assistenzprofessorin an der University of Kansas. Von 1972 bis 1973 war sie Dozentin an der University of Missouri. 1979 lehrte sie als Gastdozentin an der University of Adelaide in Australien. 1991 wurde Trueb zur Kuratorin für Herpetologie und zur Professorin der Abteilung für Systematik und Ökologie (ehemals Lehrstuhl für Zoologie) an der University of Kansas berufen. Gemeinsam mit ihrem Ehemann entwickelte sie ein führendes Studentenprogramm in Herpetologie, das Studiengänge in wissenschaftlicher Illustration, Evolutionäre Morphologie, Amphibienbiologie sowie die vielfältigen Aspekte der Wirbeltiermorphologie umfasst. Im Januar 1997 wurde sie leitende Kuratorin in der herpetologischen Abteilung des National History Museum der University of Kansas.
Trueb betrieb intensive Feldarbeit in Mittel- und Südamerika sowie in Afrika und Australien. Ihre Forschungsarbeit umfasst die Morphologie und Systematik von Amphibien, insbesondere von tropischen Froschlurchen. Ferner beschäftigt sie sich mit der funktionellen Morphologie sowie mit der Rolle der Heterochronie in der Osteologie von Froschlurchen. Neben ihrer Forschungsarbeit arbeitet Trueb als wissenschaftliche Illustratorin.
Trueb verfasste zahlreiche wissenschaftliche Artikel, die in nationalen und internationalen Symposiumsbänden sowie in Fachjournalen veröffentlicht wurden, darunter in Zootaxa, Miscellaneous Publications and Occasional Papers of the University of Kansas, Contributions to Science of the Los Angeles County Museum of Natural History, Copeia, Herpetologica, Journal of Morphology und dem South African Journal of Science.